# Rafał Wolski
Rafał Wolski (pronunciación en polaco: /ˈrafaw ˈvɔlskʲi/; Kozienice, Polonia, 10 de noviembre de 1992) es un futbolista polaco que juega como centrocampista en el Radomiak Radom de la Ekstraklasa de Polonia.

## Trayectoria
Rafał Wolski jugó en su juventud para el Jastrząb Głowaczów de 2001 a 2008, antes de mudarse a las divisiones inferiores del club Legia de Varsovia. Allí estuvo hasta el comienzo de la temporada 2009-10, donde jugó en el segundo equipo que jugaba en la liga juvenil, antes de hacer el salto al primer equipo en la segunda mitad. El 6 de marzo de 2011, hizo su debut con el entrenador Maciej Skorża en la Ekstraklasa en la victoria de su equipo por 1-0 contra el Polonia Varsovia. A principios de mayo de 2011, ganó la Copa de Polonia con el Legia de Varsovia. Aunque solo tuvo cuatro breves apariciones en la temporada 2010-11, se estableció en la temporada 2011-12 como jugador regular. Marcó su primer gol en la Ekstraklasa el 23 de  noviembre de 2011, en casa ante el Widzew Łódź ganando por 2-0, después de entrar en el minuto 82. A finales de abril de 2012, ganó la Copa de Polonia con el Legia por segunda vez.
A finales de enero de 2013, fue transferido por casi 2,7 millones de euros al club italiano ACF Fiorentina. Legia de Varsovia también obtendría un 10 por ciento de ganancia durante la próxima venta. Firmó un contrato hasta el final de junio de 2017. Fue cedido a tres clubes: Bari, RKV Malinas y Wisła Cracovia. A mediados de 2016, ficha por el Lechia Gdańsk.

## Selección nacional
Ha sido internacional con la selección de fútbol de Polonia en siete ocasiones y ha anotado un gol. El 2 de mayo de 2012, fue incluido por Franciszek Smuda en la lista provisional de 26 jugadores para la Eurocopa 2012 donde Polonia era anfitriona junto a Ucrania, siendo el único futbolista confirmado antes de revelarse la lista definitiva. El 22 de mayo de 2012, hizo su debut con la selección absoluta de Polonia en la victoria por 1-0 sobre Letonia en un partido amistoso. Marcó su primer gol el 5 de octubre de 2017, en una victoria por 6-1 ante Armenia por las eliminatorias europeas para la Copa del Mundo de 2018.

### Participaciones en Eurocopas
| Copa          | Sede              | Resultado      | Partidos | Goles |
| ------------- | ----------------- | -------------- | -------- | ----- |
| Eurocopa 2012 | Polonia · Ucrania | Fase de grupos | 0        | 0     |

## Clubes
| Club                      | País    | Año       |
| ------------------------- | ------- | --------- |
| Legia de Varsovia         | Polonia | 2010-2013 |
| ACF Fiorentina            | Italia  | 2013-2016 |
| F. C. Bari 1908 (cedido)  | Italia  | 2014-2015 |
| R. K. V. Malinas (cedido) | Bélgica | 2015-2016 |
| Wisła Cracovia (cedido)   | Polonia | 2016      |
| Lechia Gdańsk             | Polonia | 2016-2020 |
| Wisła Płock               | Polonia | 2020-2023 |
| Radomiak Radom            | Polonia | 2023-     |

## Palmarés

### Campeonatos nacionales
| Título               | Club              | País    | Año  |
| -------------------- | ----------------- | ------- | ---- |
| Copa de Polonia      | Legia de Varsovia | Polonia | 2011 |
| Copa de Polonia      | Legia de Varsovia | Polonia | 2012 |
| Copa de Polonia      | Lechia Gdańsk     | Polonia | 2019 |
| Supercopa de Polonia | Lechia Gdańsk     | Polonia | 2019 |

### Distinciones individuales
| Distinción                            | Año  |
| ------------------------------------- | ---- |
| Mejor jugador joven de la Ekstraklasa | 2012 |